# Studs Lonigan
Studs Lonigan – amerykański film dramatyczny z 1960 roku, napisanego przez Philipa Yordana oraz wyreżyserowanego przez Irvinga Lernera. W filmie w jednej ze swoich pierwszych ról aktorskich wystąpił Jack Nicholson. Muzykę stworzył Jerry Goldsmith. Obraz oparto na podstawie powieści Jamesa T. Farrella z lat 30.: Young Lonigan, The Young Manhood of Studs Lonigan, Judgment Day.

## Obsada
- Christopher Knight − Studs Lonigan
- Jack Nicholson − Weary Reilly
- Frank Gorshin − Kenny Killarney
- Venetia Stevenson − Lucy Scanlon
- Carolyn Craig − Catherine Banahan